# Mas (herenboerderij)

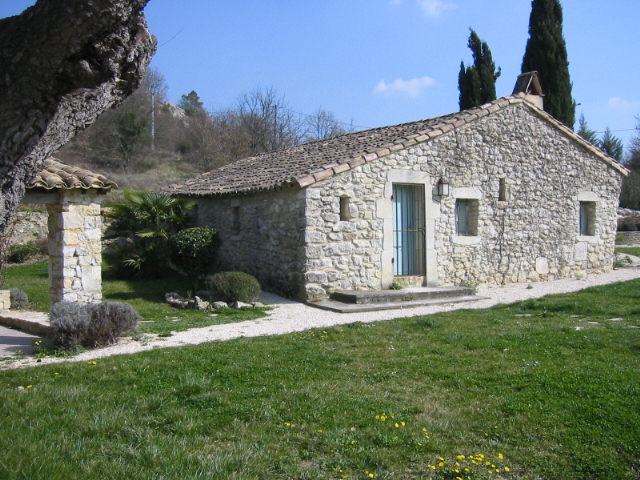
Eenvoudige mas

Een mas is een Zuid-Franse herenboerderij, meestal bestaande uit een begane grond met twee verdiepingen. 
De mas was meestal gericht op opslag van landbouwproducten, dit in tegenstelling tot de bergerie, een veel langer gericht gebouw met stallen voor de schapen en geiten en een klein hoofdgebouw met één bovenverdieping.